# Шистов газ
Шистовият газ е природен газ, добиван от шисти. През първото десетилетие на 21. век шистовият газ увеличава
значението си като важен източник на природен газ в САЩ. Интересът към него се подхранва и от възможни шистови находища в Канада, Европа, Азия и Австралия. Американската администрация за енергийна информация смята, че находищата на шистов газ в САЩ могат да осигурят пълна независимост в доставките на природен газ за страната до 2030 г.
Според експерти добивът на шистов газ ще се увеличи драстично през следващите години и той ще стане основен
енергиен източник. В свое проучване „Института Бейкър за публични политики“ в Университета в Райс стигат до заключението, че увеличаващият се добив на шистов газ в САЩ и Канада може да намали високите цени на газа, който Русия и държавите от Персийския залив изнасят за европейските страни. През 2009 г. администрацията на Барак Обама смята, че нарастващият добив на шистов газ ще доведе до намаляване на парниковите емисии и увеличаване на енергийната независимост на страната. През 2010 г. в писмо до Барак Обама колектив от Корнелския университет изказва подозрение, че добивът и използването на шистов газ освобождава повече парникови газове от конвенционалния природен газ, което може да доведе до отделянето на емисии, по-големи от емисиите при извличане на нефт или въглища.

## Околна среда
След предизвикването на пукнатини и вкарването на пропанти, земните пластове „улягат“ и изтласкват част от използвания разтвор обратно на повърхността през сондажа. Към обема на водата, необходима за хидравличното разбиване, се добавят около 0,25% химикали. Разрешените за ползване химикали са 500, но за всеки конкретен случай се използват около 10 – 12, а не всичките.От целия обем на пробивната течност от 10% до 40% се изпомпва обратно в басейни, чието дъно е изолирано с гумено или полимерно фолио, или държан в затворени метални резервоари. Върнатият разтвор може да бъде ползван повторно или извозен до пречиствателна станция. Сондажната площадка подлежи на рекултивация, включително басейна за ползван разтвор.
През 2010 г. любителския документален филм Gasland на Джош Фокс разследва последиците от добива на шистов газ върху околната среда и живота на хората. През 2011 г. филмът е предложен за филмовите награди „Oscar“, „Emmy“ и „WGA Award“, а през 2010 г. спечелва филмови награди на „Big Sky Documentary Film Festival“, „Environmental Media Awards“, „Sarasota Film Festival“ и „Sundance Film Festival“. Газодобивните компании обявяват, че филмът е емоционално направен и съдържа неверни твърдения.
Проучване през май 2011 г. прави заключението, че разбиването е замърсило със запалим метан подпочвени запаси на сладка вода в североизточна Пенсилвания. Не се посочват други случаи на замърсяване в други райони, където се извършва пробиване за шистов газ. Ново изследване, изготвено от Агенцията за опазване на околната среда /EPA/ показа, че технологията за добив на шистов газ чрез хидравлично фрактуриране е замърсила подземните води и в областта Павилион в щата Уайоминг.
На 23 юни 2011 г. Агенцията за защита на околната среда на САЩ обявява, че ще проучи всички жалби за замърсена питейна вода, свързани с добива на шистов газ в Тексас, Северна Дакота, Пенсилвания, Колорадо и Луизиана.
През 2011 г. проучване на Масачузетски технологичен институт прави заключението, че „въздействието върху околната среда в резултат на разработването на шисти е предизвикателно, но управляемо“. Проучването обръща внимание на замърсяването на повърхностните води, като отбелязва „съществуват съмнения, че пукнатините могат да достигнат плитки подпочвени зони и да ги замърсят с пробивна течност, но няма доказателства, че това се случва“. Това проучване отдава познатите случаи на замърсяване с метан на малък брой нестандартни процедури и насърчава прилагането на най-добри производствени практики за тяхното предотвратяване.